# Siempre papi, nunca inpapi
«Siempre papi, nunca inpapi» es una canción del cantante puertorriqueño Luigi 21 Plus y el colombiano J Balvin. Se lanzó el 6 de abril de 2019 como el sencillo principal de la producción Mala influencia. A un año de su lanzamiento, la canción había alcanzado más de 30 millones de oyentes en Spotify y más de 15 millones de reproducciones en YouTube.

## Antecedentes
Según palabras del exponente Luigi 21 Plus, la idea de la canción con dicho nombre surgió luego de que viera en repetidas ocasiones al colombiano J Balvin mencionando la palabra Siempre Papi, Nunca Inpapi en sus redes sociales y a partir de esto, surgió la idea de una canción con el nombre. Dicha palabra fue viralizada por la bailarina y presentadora chilena, Nicole Moreno.

## Vídeo musical
El video musical fue grabado y filmado en Argentina y dirigido por la directora Marlene Rodríguez. En el video aparecen bailando en un supermercado mientras diferentes mujeres clasifican a diferentes hombres (entre ellos los cantantes) como Papi o Inpapi.